# Narciso Esparragosa y Gallardo
Narciso Esparragosa y Gallardo (Caracas, 26 de octubre de 1759 - Nueva Guatemala de la Asunción, 21 de agosto de 1819) fue un eminente médico y cirujano español que desarrolló su actividad en la Capitanía General de Guatemala. Inventó un fórceps llamado «Asa Elástica» que permitió salvar la vida de numerosos recién nacidos en su ciudad natal. También fue el fundador del Colegio de Cirugía de la universidad de esa región centroamericana y al morir donó su biblioteca de seiscientos volúmenes a dicho Colegio, aparte de un fondo para el mantenimiento de la misma y otro fondo para repartir entre los pobres;  Desgraciadamente, el colegio dejó de funcionar poco después de su muerte.

## Biografía
Nacido en Caracas en 1759, en 1782 se matriculó en la Cátedra Prima de Medicina de la Real y Pontificia Universidad de Santiago de León de Caracas, en donde estudió hasta 1786.  El 20 de julio de 1785 se graduó de licenciado en Filosofía y cuando terminó sus estudios en 1786, se mudó a Giatemala en donde vivió bajo la protección de un tío acaudalado.
Como ya había cursado cuatro años de medicina en Caracas, se matriculó en la Real y Pontificia Universidad de San Carlos Borromeo en donde estudió con el catedrático José Felipe Flores y se graduó de Bachiller en Medicina el 22 de enero de 1789. Curiosamente, Flores había sido el último Bachiller graduado en la arruinada ciudad de Santiago de los Caballeros de Guatemala antes de los Terremotos de Santa Marta en 1773, y Esparragosa y Gallardo fue el primero en hacerlo en la Nueva Guatemala de la Asunción.  El 17 de septiembre de 1791 ingresó al Hospital San Juan de Dios como Cirujano Mayor, en sustitución del doctor Nicolás Montúfar Berdugo, quien había fallecido un día antes.

### Polémica sobre su incorporación
En julio de 1783, cuando iba a obtener el grado de Doctor en Medicina, Isidro Cicilia, el Maestre-escuela de la Real Universidad, dispuso intentar negarle la incorporación como maestro en artes, grado que era indispensable para obtener su doctorado. Cicilia no accedió a la incorporación aduciendo que la Universidad de Caracas era posterior a la de Guatemala, por lo que las incorporaciones no estaban permitidas; el fiscal, el asesor y varios abogados emitieron opiniones al respecto dando lugar a una serie de alegatos que se extendieron hasta el 23 de enero de 1802, fecha en que el Rey finalmente le concedió el título de Licenciado en Filosofía.

### El Asa Elástica
En 1798 publicó en Guatemala su obra sobre la invención fácil y sencilla para extraer recién nacidos del vientre materno en la que detalla su invención de un «Asa Elástica», que se utilizaba como fórceps.

### Colegio de Cirugía
Esparragosa y Gallardo fundó una cátedra de cirugía en el Hospital de San Pedro y la impartió sin cobrar por sus servicios. Esta cátedra fue el origen del Colegio de Cirugía en dicho hospital, pues en vista de los beneficios de la misma, la Junta superior de los Reales Colegios de Cirugía de Madrid nombraron a Esparragoza y Gallardo com vicedirector, jefe inmediato y primer catedrático del Colegio de Cirugía el 6 de julio de 1804.
Esparragosa y sus profesores, el Dr. Mariano Larrave y el licenciado José Tomás Caceros estuvieron así a cargo de un grupo de seis estudiantes, lo que eran coordinados por la Hermandad de Caridad de los Reales Hospitales, la que les daba albergue, ropa y alimentación..  Ahora bien, la entidad carecía de fondos, y los catedráticos tuvieron que trabajar ad honorem; se intentó utilizar el capital dejado por el arzobispo Pedro Cortés y Larraz, que ascendía casi ochenta mil pesos, pero no se consiguió que lo entregara el arcediano Juan de Dios Juarros.
A pesar de los intentos del Ayuntamiento de la Nueva Guatemala y de algunos de los otros ayuntamientos de la Capitanía General, quienes se dirigieron al capitán general José de Bustamante y Guerra el 25 de octubre de 1811 pidiendo fondos, no se logró obtener dinero para el colegio, y éste tuvo que ser clausurado poco después de la muerte del doctor Esparragosa en 1818.

## Muerte
Esparragosa y Gallardo trabajaba sin cesar, especialmente en actividades de obstetricia en las que se requería el asa elástica; debido a este ritmo de vida empezó a tener problemas de presión arterial alta y cardio-renales, y aunque se le aconsejó que reposara, no atendió las recomendaciones de sus colegas médicos.  Debido a esto, falleció de un ataque de apoplejía fulminante el 21 de agosto de 1819, mientras se encontraba trabajando en el hospital.
Fue velado en el Hospital San Juan de Dios y luego sepultado en el cementerio contiguo a dicho nosocomio.  Al morir donó su biblioteca de seiscientos volúmenes al colegio de Cirugía de y un fondo para que se conservara y ampliara la biblioteca de dicho colegio; aunque desgraciadamente este fue clausurado por falta de financiamiento en 1818. Por otra parte, Esparragosa y Gallardo dejó otro fondo para que se repartiera entre las personas pobres de la Centro Histórico de la Ciudad de Guatemala.
Cuando se construyó el nuevo Cementerio General de la Ciudad de Guatemala en 1882, sus restos fueron trasladados a ese recinto.

### Obras de Esparragosa y Gallardo
- Esparragosa y Gallardo, Narciso (1816) [1798]. Memoria sobre una invención fácil y sencilla para extraer a las criaturas clavadas en el paso sin riesgo de su vida ni ofensa a la madre, y para extraer la cabeza que ha quedado en el útero separada del cuerpo (2.ª edición). Barcelona, España: Oficina de Brusi.

- Datos: Q28600378